# Nicholas Bachynsky
Nicholas Volodymir Bachynsky (* 16. September 1887 in Ost-Galizien; † 14. August 1969 in Poplarfield, Fisher, Manitoba) war ein kanadischer Politiker, der unter anderem zwischen 1922 und 1958 Mitglied der Legislativversammlung von Manitoba sowie von 1950 bis 1958 deren Sprecher war.

## Leben
Nicholas Volodymir Bachynsky wanderte 1904 nach Kanada ein und ließ sich 1909 in Manitoba nieder, wo er nach dem Besuch des Lehrerkollegs in Brandon als Schullehrer tätig war. Er unterrichtete an der Rus School (1914–1915, 1917–1918), der Wheathill School (1915–1916), der Dehowa School (1922–1926) und der High Plains School (1927) und war zunächst Mitglied der United Farmers of Manitoba (UFM) sowie der daraus hervorgegangenen Progressive Party of Manitoba und wechselte nach deren Auflösung 1932 zur Manitoba Liberal Party. Am 18. Juli 1922 wurde er im Wahlkreis „Fisher“ erstmals zum Mitglied der Legislativversammlung von Manitoba gewählt und gehörte dieser nach seinen Wiederwahlen am 28. Juni 1927, 16. Juni 1932, 27. Juli 1936, 22. April 1941, 5. Oktober 1945, 10. November 1949, 8. Juni 1953 bis zu seiner Niederlage gegen Peter Wagner bei den Wahlen am 16. Juni 1958 an.
Am 7. November 1950 wurde Bachynsky als Nachfolger des zum Bildungsminister ernannten Wallace C. Miller Sprecher der Legislativversammlung (Speaker) und bekleidete das Amt des Parlamentspräsidenten bis zum 30. April 1958, woraufhin Abram Harrison von der Progressive Conservative Party of Manitoba ihn ablöste. Er war zweimal verheiratet, und zwar zunächst mit Antonina Dwoozynsha, mit der er die Tochter Olga Bachynsky (1913–1989) hatte. Aus seiner am 5. Juni 1920 geschlossenen zweiten Ehe mit Julia Wlasiuk (1902–1970) gingen die beiden Kinder Jaroslava „Slava“ Bachynsky (1922–2018) und John Bachynsky (1925–2010) hervor. Nach seinem Tode wurde er auf dem Friedhof Glen Eden Memorial Gardens beigesetzt.

## Hintergrundliteratur
- J. M. Bumsted: Dictionary of Manitoba Biography, University of Manitoba Press, 1999, S. 12, ISBN 0-8875-5-1696 (Onlineversion (Auszug))